# Akahoshi Yusuke
Akahoshi Yusuke (sinh ngày 24 tháng 5 năm 1994) là một cầu thủ bóng đá người Nhật Bản.

## Sự nghiệp câu lạc bộ
Akahoshi Yusuke hiện đang chơi cho Kamatamare Sanuki.